# St. George Littledale
Clement St. George Royds Littledale (8 de diciembre de 1851-16 de abril de 1931) y su mujer Teresa Harris (Scott) (1839-1928) fueron conocidos en su época como uno de los exploradores británicos más importantes del siglo XIX en explorar el Asia Central. Littledale Están también considerados como uno de los más grandes cazadores de caza mayor de todos los tiempos. A diferencia de otros cazadores de la época, que exploraban África y la India, Litteldale se enfocó en la caza de montaña de animales como la ovejas y cabras que habitan las cordilleras del hemisferio norte, que recolectó para el Museo de Historia Natural en Londres.

## Primeros años
St. George Littledale nació el 8 de diciembre de 1851, en Liverpool, hijo deThomas Littledale y Julia Royds. Su padre y el abuelo comercializaban algodón y fueron alcaldes de Liverpool. Su nombre completo era Clement  St. George Royds Littledale, por su abuelo materno y St George's Hall, una estructura Greco Romana en el corazón de Liverpool. Le llamaron St. George.
Su padre murió,  atienda Rugby Rugby brevemente, la misma escuela en la que estudió Frederick Selous, su madre se casó de nuevo, y en 1866  fue matriculado en Shrewsbury  School, que dejó después tres años sin terminar. A los 21 años recibió su herencia y en 1874  empezó un viaje alrededor del mundo, a su manera a través de las Indias orientales y los Estados Unidos, recolectando pájaros y mamíferos para el Museo de Liverpool. Navegó a Japón, llegando en Yokohama en octubre. Allí  conoció Teresa Harris Scott, mujer de William John Scott, un escocés rico. La Señora Scott tenía 35 y había estado casada por 15 años; canadiense, de una familia de pioneros, era la más joven de 12 hijos de John y Amelia Harris de Eldon House, Londres, Ontario. Littledale se unió a los Scotts, viajando con ellos por ocho meses que incluyen un viaje abrupto a Kashmir. En junio de 1875 Scott murió regresando a Liverpool. En febrero de 1877 Littledale se casó con Teresa Scott y se fueron de luna de miel en Kashmir y Ladakh por más de una año.

## Expediciones

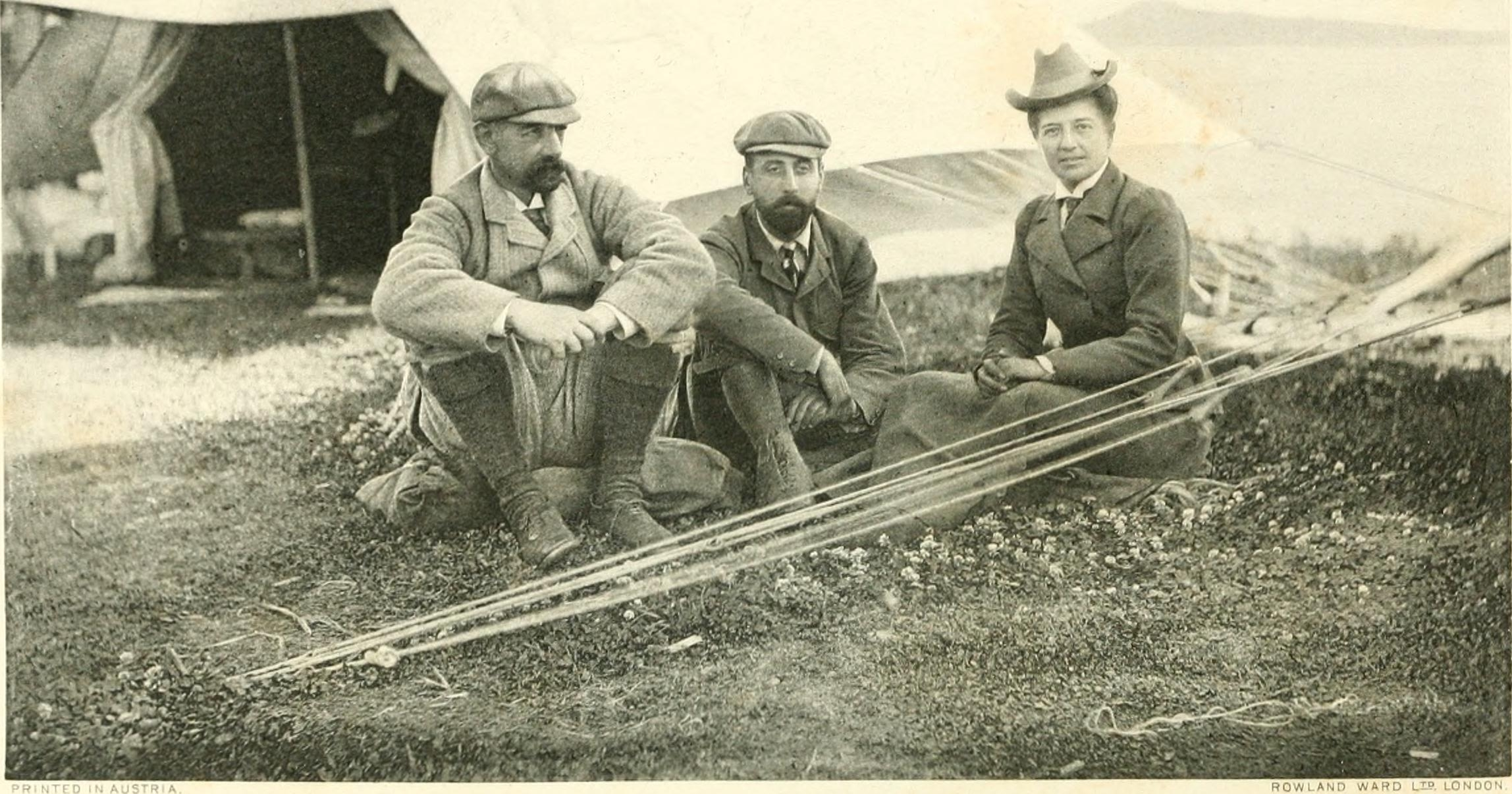
St. George Littledale, Elim Demidov y su mujer en Petropavlovsk, Rusia

Por 30 años los Littledale realizaron expediciones en América del Norte y el Asia, constantemente cazando y recolectando piezas para diferentes museos. Empezaron con las Montañas Rocosas, Yellowstone, y Alaska, donde  obtuvieron experiencia y pulieron sus habilidades. Estos viajes estuvieron seguidos por expediciones a fines de los 1880s en el Cáucaso, el Pamir, y Asia Central, y Mongolia (Alai y Altái). En 1887 Thomas Moore, Director del Museo de Liverpool, presentó a Littledale a Albert Gunther, encargado de zoología del Museo de Historia Natural en Londres. Desde entonces, Littledale fue considerado un coleccionista profesional. Tanto él como Teresa lo tomaron seriamente, validando sus expediciones y dando propósito a sus vidas. Trabajando como equipo, estaban dispuestos a recoger cualquier cosa. Además de mamíferos,  recogieron pájaros, insectos, reptiles, peces, y listas largas de plantas para los Jardines Botánicos Reales en Kew.
Littledale Entonces empezó recoger más que solo especímenes de museo. En 1889  quiera cruzar el Pamir de del norte a sur desde Rusia a India. Para aumentar sus posibilidades de obtener permisos, Se ofreció a prestar servicios de inteligencia.  A pesar de que el Ministerio de asuntos exteriores aprobó su propuesta, el Gobierno de India lo rechazó, así que el Littledales cambiaron sus planes y se fueron a Asia Central rusa y Mongolia.  En 1890 se les concedió un permiso para curzar el Pamir, el primero de los tres viajes de los Littledales'  en medio de una guerra fría entre Rusia y Gran Bretaña sobre las tierras vastas conocidas como Asia Central. La rivalidad entre los dos poderes se acercaba su clímax en aquel remota y desolada región haciendo que Littledale genere una suerte de hazaña en la prensa.  El Littledales gastó 1892 en casa debido a una epidemia de cólera en Rusia, donde  habían planeado ir. St. George utilizó el tiempo para estudiar el mapa que hace con John Coles, curador de mapas en la Sociedad Geográfica Real. De entonces encima  tome dolores grandes para hacer mapas de ruta prudente de las áreas desconocidas a través de qué  viaje.  En 1893 el Littledales viajado del oeste a este a través de ruso y Asia Central china y continuó completamente a Pekín. Littledale Trajo en casa el camello salvaje asiático.
En 1897 los Littledale viajaron con el príncipe Elim Demidov y su esposa Sofía  a Siberia y el Altái. Teresa ya estaba mayor y esta sería su última expedición . En 1900 Littledale se unió a los Demidovs en un viaje a Kamchatka. En 1901  fe al Tien Shan sólo y trajo en casa una gran colección de mamíferos, incluyendo un récord asiático de íbice. Teresa, que había sido principalmetne una coleccionista de especies vegetales, recolectó una larga lista de plantas. El Museo de Historia Natural decidió que una de las ovejas era una variedad nueva y  lo nombraron, Ovis littledalei (ahora conocida como el argali de Litteldale, Ovis ammon littledalei).
En 1902 El Rey Eduardo invitó a la pareja Littledale a comer a sua casa para pedirles el récord de ibex del Tien Shan, y Littledale no se pudo negar.
En 1903 los Littledale visitaron Nueva Zelanda, donde St. George sugirió que el clima y el terreno eran propicios para la importation de animales de caza mayor. Ahora devenga implicado en la colección de animales vivos. Un proyecto internacional complejo que devino en una larga amistad con el presidente Theodore Roosevelt.
Littledale Cazó en Newfoundland en 1907 y después en el Gran Caucaso en 1908.  La pareja continuó viajando extensamente ha zonas remotas sitios pero no a nivel de expedición. En 1919 Littledale se convirtió en Juez de paz para Berkshire.

## Últimos tiempos
Teresa Littledale murió súbitamente en 1928.  En 1931 St. George pasó 6 meses pescando salmón en Escocia. Regresó a casa enfermo y murió el 16 de abril a los 79.
Durante sus expediciones principales Littledale recolectó 122 para el Museo de Historia Natural del Cáucaso, Asia Central, y Kamchatka. Otros fueron destinados al Museo de Liverpool. Ambos museos ya habían recibido numerosos otros trofeos además de aves y récords de caza mayor. Después de la muerte de Littledale, el Museo de Historia Natural seleccionó 94 trofeos adicionales de aproximadamente 150 de su casa, Wick Hill House en Bracknell, Berkshire. En los registros de caza mayor, publicados al año siguiente, Edgar Barclay escribió:

"Como cazador en el Hemisferio norte, el nombre de Littledale reslata sobre el resto. Su éxito en estas esferas, creo que nunca ha sido igualado, y ciertamente nunca superado."
Un conmemorativo a Littledale aparecido en la revista Geographical Journal, escrito por Señor Francis Younghusband, símbolo de exploración británica en Asia Central y de Caza Mayor. Escribió:

"...Su nombre nunca ha sido tan conocido como sus logros. Y quizás el hecho que lleve consigo a su mujer con él en sus tres grandes viajes predispuso a varios a pensar que no podrían haber sido tan aventureros o arduos. . . .  Y como hecho, cada uno de sus viajes hoy en día serían considerados un notorio logro."

El nombre de St. George Litteldale aún se encuentra entre los primeros de las listas de Records de Caza Mayor de las últimas ediciones de Rowland Ward para varias especies de cabras y ovejas asiáticas.

## Registros de caza mayor
Algunos de los trofeos recolectados por Littledale aún se encuentran entre los más grandes registrados en las listas del libro de Rowland Ward. Para la edición nro. 28, 13 de los 19 rebecos del Cáucaso registrados fueron cazados por Littledale, incluyendo el 2.º y el 3.º de la lista. 
Su Tahr de Nilgiri sigue siendo el primero de la lista, cazado en 1898 en la localidad de Nilgiris, India; como también los dos más grandes Tur del este del Cáucaso, además de otros 4. Entre otros trofeos cazados por Littledale listados en el libro, figuran un íbice del Tian Shan, un argali del Altái, un borrego cimarrón cazado en Montana, el borrego de las nieves de Kamchatka, un yak, un bisonte europeo y un berrendo.

## Lecturas sugeridas
- Littledale, St. George (June 1894). «A Journey Across Central Asia». Geographical Journal (Blackwell Publishing) 3 (6): 445-475. doi:10.2307/1773580.
- Littledale, St. George (January 1892). «A Journey Across the Pamir from North to South». Proceedings of the Royal Geographical Society 14 (1): 1-35. doi:10.2307/1800873.
- Littledale, St. George (May 1896). «A Journey Across Tibet from North to South and West to Ladak». Geographical Journal (Blackwell Publishing) 7 (5): 453-483. doi:10.2307/1773990.